# 小尾元政
小尾 元政（おび ゆきまさ、1978年9月22日 - ）は、日本の男性声優。ガジェットリンク所属。北海道網走市出身。

## 経歴
なりたかった職業は子供の頃からコロコロ変わっていた。しかし元々恥ずかしがりやなため、人前に出たり役者になるのは無理だと思っていた。高校時代に職業としての声優に触れることがあり、「あぁ、なんていい声をしている人がいるんだろう」と思ったことがきっかけで、声優に興味を持ち目指し始めたという。
代々木アニメーション学院卒。
2000年、テレビアニメ『女神候補生』主人公ゼロ・エンナ役で声優デビュー。当時、代々木アニメーション学院 声優タレント科に在学中で、在学生として初のアニメ主演デビューとなった。同年81プロデュースに所属。
2008年12月、81プロデュースを退所。フリーを経て、2011年7月よりガジェットリンク所属。
2004年頃からライブ「小尾元政 Presents アコギな夜」を主催するほか、同じくガジェットリンクに所属する白石稔をボーカルとし、小尾がギターを務める音楽ユニット「YouM-ix」（ユーミックス）を結成。2012年12月にワンマンライブを開催した。

## 人物
方言は北海道弁。趣味は音楽活動。特技はギター、歌唱、スキー。
憧れている声優は関俊彦、関智一を挙げている。
座右の銘は「努力、根性！」。

## 出演
太字はメインキャラクター。

### テレビアニメ
2000年
- だぁ!だぁ!だぁ!（たけしの父、宅配ピザの店員、田丸 他）
- 女神候補生（ゼロ・エンナ）

2001年
- 学園戦記ムリョウ（生徒A）
- ギャラクシーエンジェル（ピザ屋の美青年）
- 超GALS!寿蘭（黒井達樹）
- ZOIDS新世紀Ø（キーショーン）
- フィギュア17 つばさ&ヒカル（アツシ）

2002年
- アソボット戦記五九（側近）
- 十二国記（卓の同級生達）
- デュエル・マスターズ（デュエリスト4）
- .hack//SIGN（キャラB）
- NARUTO -ナルト-（スキマ）
- 灰羽連盟（廃工場の灰羽）
- PIANO（生徒C、生徒A）
- 円盤皇女ワるきゅーレ（男子）
- わがまま☆フェアリー ミルモでポン!（2002年 - 2003年、男子生徒、男子A、係の生徒1、少年A）

2003年
- スーパートレインがんばりダッシュ（300けいしんかんせん）
- DEAR BOYS（男子生徒）
- 瓶詰妖精（ファンB）
- まぶらほ（細男）

2004年
- 恋風（男性客A、友達A）
- とっとこハム太郎 はむはむぱらだいちゅ!（大原カズヤ）
- 双恋（北川）
- MADLAX（友人）
- 妄想代理人

2005年
- スターシップ・オペレーターズ（神崎キスカ）
- マシュマロ通信（男子）

2006年
- ウィンターガーデン（幕戸さん）
- 銀魂（七兵衛）
- クレヨンしんちゃん（イケメン）

2007年
- ぷるるんっ!しずくちゃん（テントー君）

2008年
- 紅（バイト、生徒B）

2009年
- ミラクル☆トレイン〜大江戸線へようこそ〜（みちの父）

### OVA
- エクスドライバー（2000年、沙悟学）
- うさぎちゃんでCue!!（2001年）
- みずいろ（2003年、男子生徒B）
- Memories Off 2nd（2003年、伊波健[4]）
- Memories Off 3.5 祈りの届く刻…（2004年、伊波健）
- フリクリ（2005年、黒服達）

### ゲーム
2000年代
- ハリー・ポッターと賢者の石（2001年、オリバー・ウッド）
- ファイナルファンタジーII（2002年、フリオニール） - PlayStation版
- Memories Off Duet（2003年、伊波健）
- ゾイドフルメタルクラッシュ（2005年、シュネル・クラージュ）
- サモンナイト4（2006年、アルバ）

2010年代
- ゼノブレイド（2010年、カリアン・エンシェント）
- ものべの -pure smile-（2014年、沢井透）
- ChuSingura46+1 -忠臣蔵46+1- V（2015年、柳沢吉保）
- 蒼空のリベラシオン（2016年、刃折れのフレッド）

2020年代
- ゼノブレイド ディフィニティブ・エディション（2020年、カリアン・エンシェント）

### 吹き替え

#### 映画
- アースブレイク（スティーヴン）
- あひる大旋風（オーロ）
- イースト / ウエスト 遥かなる祖国（セルゲイ）
- イノセント・ボーイズ（ウェイド）
- ウエスタン（パトリック）※ソフト版
- ウォーク・トゥ・リメンバー（エディ）
- 同い年の家庭教師（シギョン、神父 他）
- キャスパー（男子生徒）※DVD・BD版
- キラー・ビー 〜殺人蜂大襲来〜（ディラン）
- Go!Go!チアーズ（クレイトン・ダン）
- 西遊記リローデッド（猪八戒〈ケニー・クァン〉）
- ザ・ファントム（グラン）
- スタンド・バイ・ミー（ビリー・テシオ〈ケイシー・シーマツコ〉）※BD版
- スパイダーマン
- スポンティニアス・コンバッション/人体自然発火（ジェシー）
- スマートハウス（チャーリー）
- バッドサンタ（いじめっ子）
- バンガー・シスターズ（ジュールズ）
- バンディッツ（フィル）
- ヘビーウェイト サマー・キャンプ奪還作戦（ドーソン）
- ヘレンとフランクと18人の子供たち（ジミー）
- ぼくは怖くない（テスキオ・ナターレ）
- 僕はラジオ（選手、男生徒 他）
- モーターサイクル・ダイアリーズ（兄、男）
- 40歳の童貞男（10代のアンディ）
- リーサルレギオン（ディラン）
- ルール4（ゼイン・ウォーカー）
- ワイルド・タウン/英雄伝説（ピート）
- WASABI（署長の息子）
- わるわる探犬隊（回収屋）

#### ドラマ
- カンフーサッカー（マジックチームファン男）
- GO!GO!ジェット（若者）
- コナン・ドイルの事件簿（少年）
- ザ・ソプラノズ 哀愁のマフィア（ザビエル）
- ザ・プリテンダー 仮面の逃亡者（JR）
- CSI:科学捜査班（トッド）
- スーパーナチュラル（マット）
- ダナ&ルー リッテンハウス女性クリニック（ウインストン）
- チャームド 〜魔女3姉妹〜4（MC、従業員）
- バーナビー警部（コラー）
- パパにはヒ・ミ・ツ（少年1）
- ヤング・スーパーマン（男子学生、レシーバー 他）
- リジー&Lizzie（メガネの生徒、スタッフ1）
- レイブン 見えちゃってチョー大変!（ブレンダン）
- 私はケイトリン（男子1）

#### テレビ番組
- こどもおもしろメカニック（デビッド、アンソニー）

#### アニメ
- アクアキッズ（スコルボ）
- ウィークエンダー（ジョッシュ）
- ウォーターシップダウンのうさぎたち（ブラッカバー）
- エボリューション The Animated Series（ウェイン・グリーン）
- ショベルカーディグスとはたらく車たち（ディグス）
- ぞうのババール（キツネ、自動販売機）
- ピクスコデリックス（ピクス）
- ライオン オブ オズ〜勇気のメダル〜（サンビーム）

### CD

#### シングル
- 発進前夜 〜Get a dream!〜 (UNIVERSE FORM)（ゼロ・エンナ）

#### ドラマCD
- 青春鉄道 ドラマCD2 〜高速鉄道編〜（後輩A〈つばさ〉）
- いつでも召喚!サモンナイト4（アルバ）
- キス・キス（久堂竜也）※『ちゃお』2004年12月号付録
- G-SAVIOUR（アキラ・イノウエ）
- ホットギミック（橘亮輝）※『Betsucomi』2003年2月号応募者全員サービス
- ドラマティックドラゴン2nd まぶらほ
  - 第1章「運命の再会」（男子生徒）
  - 第2章「恐怖の魔温泉」（男子生徒）
  - 第3章「約束の魔法」
- 女神候補生 オリジナルドラマアルバム（ゼロ・エンナ）
- メモオフ演劇部第3回公演「たるたるくえすと」（伊波健）

### モーションコミック
- GET LOVE!!〜フィールドの王子さま〜（ヨースケ）

### テレビ番組
- チンパンニュースチャンネルSP「アニのり」（田丸〈チンパンジーVO〉）
- 探検バクモン（2018年7月11日放送分）
- いろはに千鳥「代々木アニメーション大宮校で声優講師で出演」（2015年9月15日放送分）

### ナレーション
- 新モンド総合研究所 プレイモービル狂想曲
- ハレンチ学園 DVD CM
- マクドナルド「ポケモンフェア」CM

### その他コンテンツ
- 声優の現場スタジオマイクワークの基本 あなたが動かすアニメの未来（2015年）

## 小尾元政 Presents アコギな夜
小尾が主催している、その名の通りアコースティック・ギターによる弾き語りを中心として行われるライブ。会場はあさがやドラムで、通例、毎月第4火曜日に3時間半ほど開催されている。小尾自身はトップバッターを務める。

### 主な出演者
以下は一例であり、月によって変わる。
- 鷲崎健 & 内田稔 - 鷲崎がギターとボーカル、内田がパーカッションを担当。出演順は最後。
- 島涼香 - 小尾とは超GALS!寿蘭で共演。小尾やK-wandamがギターを弾き、島はボーカルを歌う。
- K-wandam （あさがやドラムオーナー）
- 青木佑磨 *学園祭学園- 鷲崎が出演できない場合、代わって最後に出演することが多い。
- 藤谷智恵
- 山口あい
- 龍井一磨
- ペルシア犬

など。